# Arquata Scrivia
Pour les articles homonymes, voir Arquata.
Arquata Scrivia est une commune de la province d'Alexandrie dans le Piémont en Italie. Elle est située à mi-chemin entre Alexandrie et Gênes, en limite de la Ligurie.

## Géographie
Le nom d'Arquata Scrivia vient du latin "Arcuata" (dérivé du mot "Arcus"), "en forme d'arc", en référence aux arcades de l'aqueduc qui alimentait la ville romaine voisine de Libarna. Elle est située sur la gauche de la Scrivia, au confluent de la Borbera qui se déverse dans la Scrivia. Le territoire de la commune s'étend sur la droite de la Scrivia, La ville est divisée en deux parties distinctes, le centre d'époque médiévale pourvu d'un riche patrimoine historique, et l'entour formant les nouveaux quartiers résidentiels et industriels.
Arquata Scrivia est située le long de l'ancienne route nationale 35. L'autoroute A7 dessert également la ville.

## Administration
| Période                                  | Période       | Identité             | Étiquette                          | Qualité |
| ---------------------------------------- | ------------- | -------------------- | ---------------------------------- | ------- |
| 19 septembre 1988                        | 30 mai 1993   | Giuseppe Malaspina   | Partito Comunista Italiano         | Maire   |
| 25 juin 1993                             | 28 avril 1997 | Giuseppe Malaspina   | Partito Democratico della Sinistra | Maire   |
| 28 avril 1997                            | 14 mai 2001   | Maria Grazia Morando | centro-sinistra                    | Maire   |
| 30 mai 2001                              | 30 mai 2011   | Maria Grazia Morando | centro-sinistra                    | Maire   |
| 30 mai 2006                              | 16 mai 2011   | Paolo Spineto        | Lista civica                       | Maire   |
| 16 mai 2011                              | 6 juin 2016   | Paolo Spineto        | Lista civica Amici d'Arquata       | Maire   |
| 6 juin 2016                              | En cours      | Alberto Basso        | Lista civica Amici d'Arquata       | Maire   |
| Les données manquantes sont à compléter. |               |                      |                                    |         |

Depuis le 6 juin 2016, Alberto BASSO est Président du Conseil Communal d'Arquata Scrivia (AL).

### Hameaux
Rigoroso, Varinella, Vocemola, Sottovalle

### Communes limitrophes
Gavi, Grondona, Isola del Cantone, Serravalle Scrivia, Vignole Borbera

## Personnalité
Mino de Rossi, champion olympique et du monde sur piste, est né à Arquata Scrivia en 1931.